# Alexander Gorgon
Alexander Gorgon, né le 28 octobre 1988 à Vienne, est un footballeur autrichien évoluant au poste de milieu de terrain.

## Biographie
Fils de Wojciech Gorgoń, joueur et arbitre de football, Alexander Gorgon naît le 28 octobre 1988 à Vienne. Il se lance sur les traces de son père en rejoignant les équipes juniors de l’Austria Vienne à cinq ans. Après avoir effectué toutes ses classes au sein du club viennois, il fait ses débuts chez les actifs avec la deuxième équipe en 2006, en deuxième division autrichienne.
Une grave blessure le prive de terrain pendant deux ans, entre janvier 2008 et janvier 2010. Gorgon joue finalement 12 matchs durant la saison 2009-2010, alors que son équipe est reléguée administrativement en division régionale. En parallèle de sa saison avec les amateurs, Gorgon peut fêter, en octobre 2010, ses débuts en Bundesliga avec l’Austria Vienne contre le Sturm Graz. Il devient ensuite progressivement titulaire au sein de son club formateur et devient, en 2013, champion d’Autriche. La même année, il est finaliste de la Coupe d'Autriche. Alors que son équipe se qualifie pour la phase de groupe de la Ligue des champions, une blessure au tibia le tient à nouveau éloigné des terrains pendant six mois.

## Statistiques
| Saison                | Club                  | Championnat           | Championnat | Championnat | Coupe(s) nationale(s) | Coupe(s) nationale(s) | Compétition(s) continentale(s) | Compétition(s) continentale(s) | Compétition(s) continentale(s) | Total | Total |
| Saison                | Club                  | Division              | M.          | B.          | M.                    | B.                    | Comp.                          | M.                             | B.                             | M.    | B.    |
| 2006-2007             | Austria Vienne II     | Erste Liga            | 2           | 0           | -                     | -                     | -                              | -                              | -                              | 2     | 0     |
| 2007-2008             | Austria Vienne II     | Erste Liga            | 12          | 1           | -                     | -                     | -                              | -                              | -                              | 12    | 1     |
| 2009-2010             | Austria Vienne II     | Erste Liga            | 12          | 1           | -                     | -                     | -                              | -                              | -                              | 12    | 1     |
| 2010-2011             | Austria Vienne II     | Regionalliga Ost      | 23          | 7           | 2                     | 0                     | -                              | -                              | -                              | 25    | 7     |
| Sous-total            | Sous-total            | Sous-total            | 49          | 9           | 2                     | 0                     | -                              | -                              | -                              | 51    | 9     |
| 2010-2011             | Austria Vienne        | Bundesliga            | 3           | 0           | 2                     | 0                     | -                              | -                              | -                              | 5     | 0     |
| 2011-2012             | Austria Vienne        | Bundesliga            | 31          | 6           | 2                     | 0                     | C3                             | 9                              | 1                              | 42    | 7     |
| 2012-2013             | Austria Vienne        | Bundesliga            | 31          | 10          | 5                     | 1                     | -                              | -                              | -                              | 36    | 11    |
| 2013-2014             | Austria Vienne        | Bundesliga            | 14          | 4           | 1                     | 0                     | -                              | -                              | -                              | 15    | 4     |
| 2014-2015             | Austria Vienne        | Bundesliga            | 21          | 8           | 4                     | 1                     | -                              | -                              | -                              | 25    | 9     |
| 2015-2016             | Austria Vienne        | Bundesliga            | 35          | 19          | 5                     | 2                     | -                              | -                              | -                              | 40    | 21    |
| Sous-total            | Sous-total            | Sous-total            | 135         | 47          | 19                    | 4                     | -                              | 9                              | 1                              | 163   | 52    |
| 2016-2017             | HNK Rijeka            | Prva HNL              | 25          | 12          | 6                     | 3                     | -                              | -                              | -                              | 31    | 15    |
| 2017-2018             | HNK Rijeka            | Prva HNL              | 23          | 7           | 2                     | 0                     | C1+C3                          | 6+4                            | 1+2                            | 22    | 8     |
| 2018-2019             | HNK Rijeka            | Prva HNL              | 26          | 8           | 3                     | 1                     | C3                             | 2                              | 1                              | 31    | 10    |
| 2019-2020             | HNK Rijeka            | Prva HNL              | 26          | 7           | 3                     | 1                     | C3                             | 1                              | 0                              | 30    | 8     |
| Sous-total            | Sous-total            | Sous-total            | 100         | 34          | 14                    | 5                     | -                              | 13                             | 4                              | 127   | 43    |
| Total sur la carrière | Total sur la carrière | Total sur la carrière | 284         | 90          | 35                    | 9                     | -                              | 22                             | 5                              | 341   | 104   |

## Palmarès
- Championnat d'Autriche :
  - Champion : 2013.
- Championnat de Croatie :
  - Champion : 2017.
- Coupe de Croatie :
  - Vainqueur : 2017, 2019.